# Język li’o
Język li’o, także: aku, lio, tanah kunu – język austronezyjski używany w indonezyjskiej prowincji Małe Wyspy Sundajskie Wschodnie, we wschodnio-środkowej części wyspy Flores. Według danych z 2009 roku ma 105 tys. użytkowników. Posługuje się nim grupa etniczna Lio. 
Należy do zaproponowanej grupy języków centralnego Flores. Bywa uznawany za dialekt języka ende. W 1987 r. wyróżniono dialekty: aku, tana kunu, mbu, mbengu, mego.
Charakteryzuje się ubogą morfologią. W języku li’o występuje piątkowy system liczbowy.
Został opisany w postaci słownika (Li’onesisch-Deutsch Wörterbuch, 1933) i opracowania gramatycznego (Struktur Bahasa Lio, 1987) .